# Omar Torrijos
Omar Efraín Torrijos Herrera (Santiago de Veraguas, 13 de fevereiro de 1929 – Coclé, 31 de julho de 1981) foi um oficial do exército e líder do Panamá de 1968 até 1981.  
Torrijos nunca disputou uma eleição no Panamá nem teve o título de presidente do país. A Constituição panamiana de 1972, atribuiu-lhe os títulos de Líder Máximo da Revolução Panamenha e Comandante-Chefe da Guarda Nacional.
Torrijos conseguiu a devolução do canal do Panamá e promoveu grandes mudanças no setor agrícola do país.
Omar Torrijos morreu em julho de 1981, vítima de grave acidente aéreo que comoveu todo o país e nunca foi esclarecido. Ainda permanecem fortes suspeitas de que a queda do avião tenha sido provocada por uma ação da CIA.
O seu filho Martín Torrijos venceu a eleição em 1 de maio de 2004, assumindo o cargo de presidente da república em 1 de setembro de 2004.

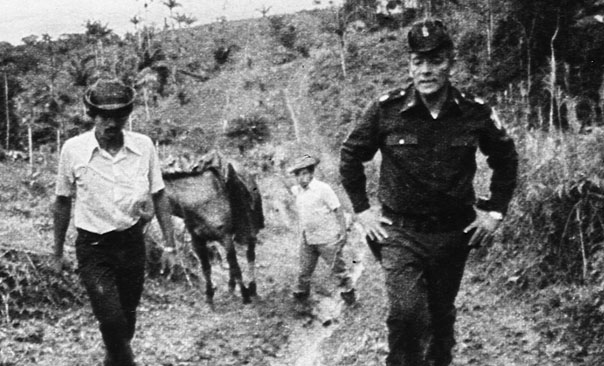
Omar Torrijos (à direita) com camponeses panamenhos. Seu governo notabilizou-se pela política de redistribuição de terras.

## Especulações acerca da morte de Torrijos
A morte de Torrijos gerou acusações e especulações de que ele teria sido vítima de uma conspiração para assassiná-lo. Em Miami, maio de 1991, durante depoimentos anteriores ao julgamento, o advogado de Manuel Noriega, Frank Rubino, teria dito: "O general Noriega tem a posse de documentos que mostram tentativas de assassinato contra ele próprio e contra Torrijos, por parte de agências dos Estados Unidos." Esses documentos não foram aceitos como evidências no julgamento, dado que o juiz acolheu as alegações do governo dos Estados Unidos de que a publicação de tais documentos violaria o Classified Information Procedures Act (Lei de procedimentos para informações confidenciais). 
Mais recentemente, John Perkins conta no seu livro Confessions of an Economic Hit Man que Torrijos teria sido assassinado por contrariar interesses americanos, e que agentes da CIA teriam plantado uma bomba a bordo de seu avião.Alguns líderes empresariais e políticos americanos se opunham fortemene às negociações entre  Torrijos e um grupo de empresários japoneses liderado por Shigeo Nagano, que estava promovendo a ideia de um canal novo e maior, no nível do mar, para o Panamá. Manuel Noriega, em America's Prisoner, diz que essas negociações haviam provocado reações extremamente desfavoráveis nos Estados Unidos. 
Os documentos contendo investigações sobre a causa do acidente, que estavam em posse do governo do general Noriega, foram confiscados por militares norte-americanos durante a invasão do Panamá pelos Estados Unidos, em 20 dezembro de 1989, durante o governo de George H. W. Bush. Esses documentos nunca foram recuperados pelo governo panamiano.
Vários anos mais tarde, em 2013, o coronel Roberto Díaz, antigo chefe de gabinete de Noriega e primo de Torrijos, acusou a CIA de envolvimento na morte de Torrijos e pediu a reabertura das investigações. Em seu livro Estrellas Clandestinas (2009) Diaz conta como a CIA usou Manuel Noriega para assassinar Torrijos
Torrijos morreu logo após Ronald Reagan assumir a presidência dos Estados Unidos e apenas dois meses depois de o presidente equatoriano, Jaime Roldós, morrer em circunstâncias muito semelhantes. Quando o tratado sobre o Canal do Panamá foi encaminhado à apreciação do Senado americano, Reagan, assim como outros membros do Partido Republicano, declarou que o presidente anterior, o democrata Jimmy Carter, havia 'dado de presente' um patrimônio dos Estados Unidos — o canal do Panamá e a Zona do Canal. Nas eleições primárias republicanas de 1976, Reagan declarou, com referência ao canal: "Nós o construímos, pagamos por ele. É nosso, e devemos dizer a Torrijos e companhia que vamos mantê-lo."
A antipatia da administração Reagan por Torrijos também pode ser explicada pela simpatia e pelo suposto apoio de Torrijos à Frente Sandinista de Libertação Nacional da Nicaragua, que, em meados de 1979, havia liderado a revolução popular que pôs fim à ditadura da família Somoza, apoiada pelos Estados Unidos - um outro fiasco de Carter, segundo os republicanos. 